# Reinier Krooshof
Reinier Lodewijk Krooshof (?, 18 mei 1936 - Eindhoven, 3 januari 2009) was een PvdA-politicus.
Krooshof studeerde economie aan de Universiteit van Groningen. Hij was enige tijd lid van het gewestelijk bestuur van de Partij van de Arbeid in de provincie Groningen. Begin jaren zeventig was hij enige jaren gemeenteraadslid voor de PvdA in Eindhoven.
In september 1966 was hij een van de acht redacteuren van het zeer invloedrijke manifest Tien over Rood van de Nieuw Links-beweging binnen de PvdA. De andere auteurs waren Hans van den Doel, Arie van der Hek, Han Lammers, André van der Louw, Tom Pauka, Rob de Rooi en Arie van der Zwan.
In 1968 ging hij voor Philips werken, als een van de eerste computer programmeurs. Later als docent Project Management voor ISES International (een opleidings-en adviesorganisatie, niet: ISES). Kort na zijn pensionering, in 2002 schreef hij een artikel over het opkomende populisme en hoe er op te reageren, voor het PvdA-tijdschrift S&D.